# Palácio de Venaria
A Reggia di Venaria Reale é um palácio italiano situado no comune de Venaria Reale, no Piemonte. Uma das principais Residências da Casa de Savoia no Piemonte, provavelmente a maior pelas suas dimensões, é comparável quanto à estrutura ao francês Palácio de Versailles, palácio que foi construído tendo em mente o projeto da residência real piemontesa. Segundo alguns autores, os desenhos dos projetos de Venarìa foram roubados e levados para Paris por vontade do monarca francês.
A Reggia di Venaria Reale foi projetada e construída em poucos anos (1658-1679), segundo um desenho do arquiteto Amedeo di Castellamonte, por encomenda do Duque Carlos Emanuel II que tencionava fazer dela a base para as batidas de caça na acidentada charneca torinense.
O mesmo nome deste palácio em latim, Venatio Regia, derivou para o termo arte venatória que identifica um tipo específico de caça a cavalo com o auxílio de cães. 
O conjunto dos corpos que constituem o complexo, que se estende por uma enorme extensão (80.000 m2), inclui o parque e o borgo histórico de Venaria, construídos de modo a formar uma espécie de colar que evoca diretamente o Colar da Ordem Suprema da Santíssima Anunciação, símbolo da Casa de Savoia.
Ao borgo uniram-se rapidamente muitas casas e palácios de trabalhadores e cidadãos comuns que desejavam habitar nos arredores do palácio real, até tornar Venaria Reale numa comuna autónoma da Província de Torino. 
A escolha do lugar foi favorecida pela vizinhança dos extensos bosques, ditos do Gran Paese, riquíssimos em caça: um território que se estende por uma centena de quilómetros até às montanhas alpinas, ficando a sul e a leste nas proximidades de Torino. 

## História

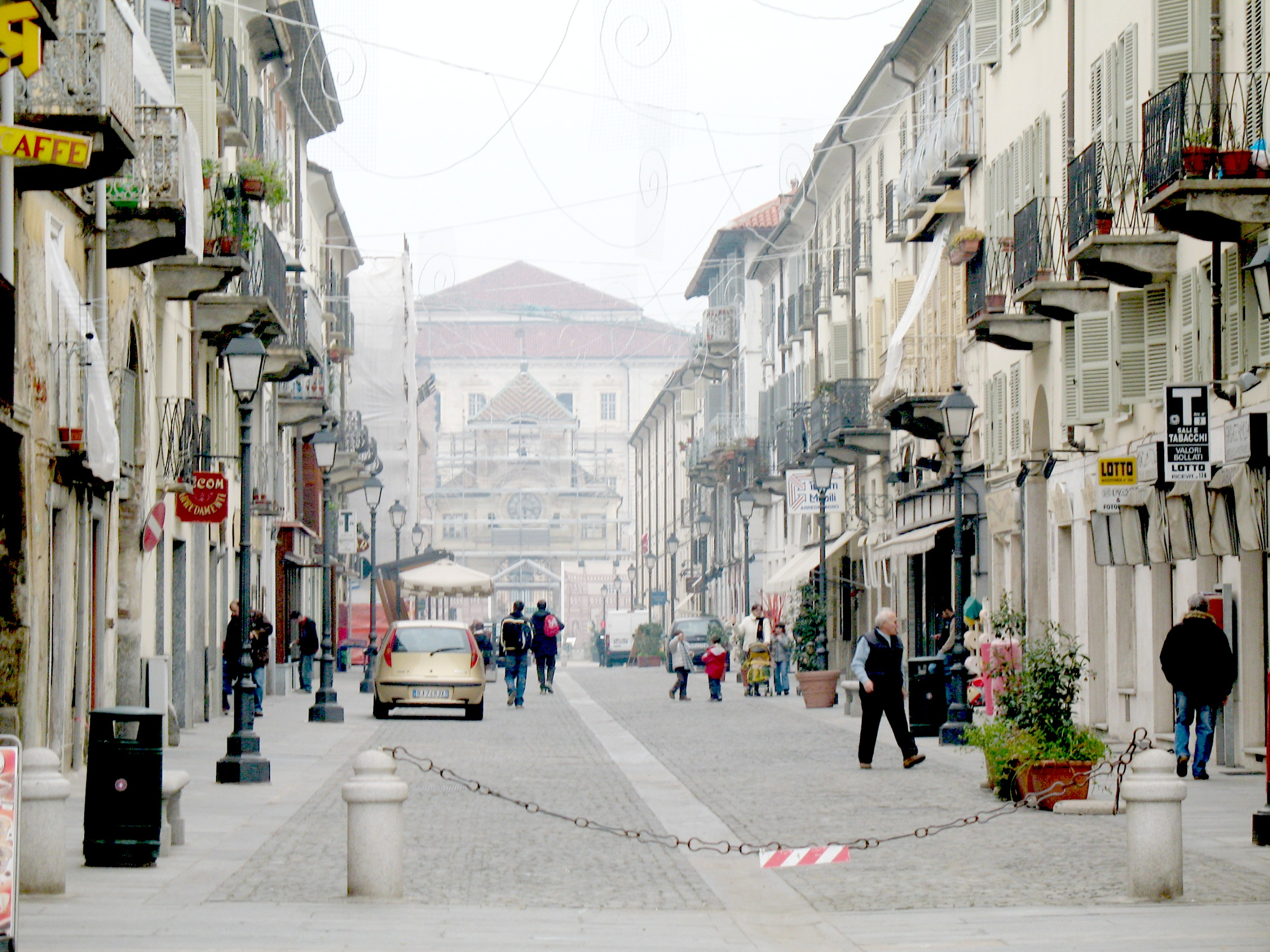
O burgo histórico, com a entrada da Reggia di Venaria Reale ao fundo.

Provavelmente, a ideia de criar um palácio real em Venaria nasceu em Carlos Emanuel II de Savoia pelo exemplo do castelo construído em Mirafiori (ou Miraflores) para a esposa do Duque Carlos Emanuel I, Catarina Micaela de Espanha. Carlos Emanuel II, querendo também ele criar um palácio real que ficasse ligaod ao seu nome e ao da sua consorte, Maria Giovanna Battista di Savoia-Nemours, comprou as duas pequenas aldeias de Altessano Superior e Inferior aos Birago, família de origem milanesa que, aqui, tinha dado vida a importantes plantações. O lugar foi rebaptizado em seguida como "la Venaria" por se destinar aos laseres venatórios. 

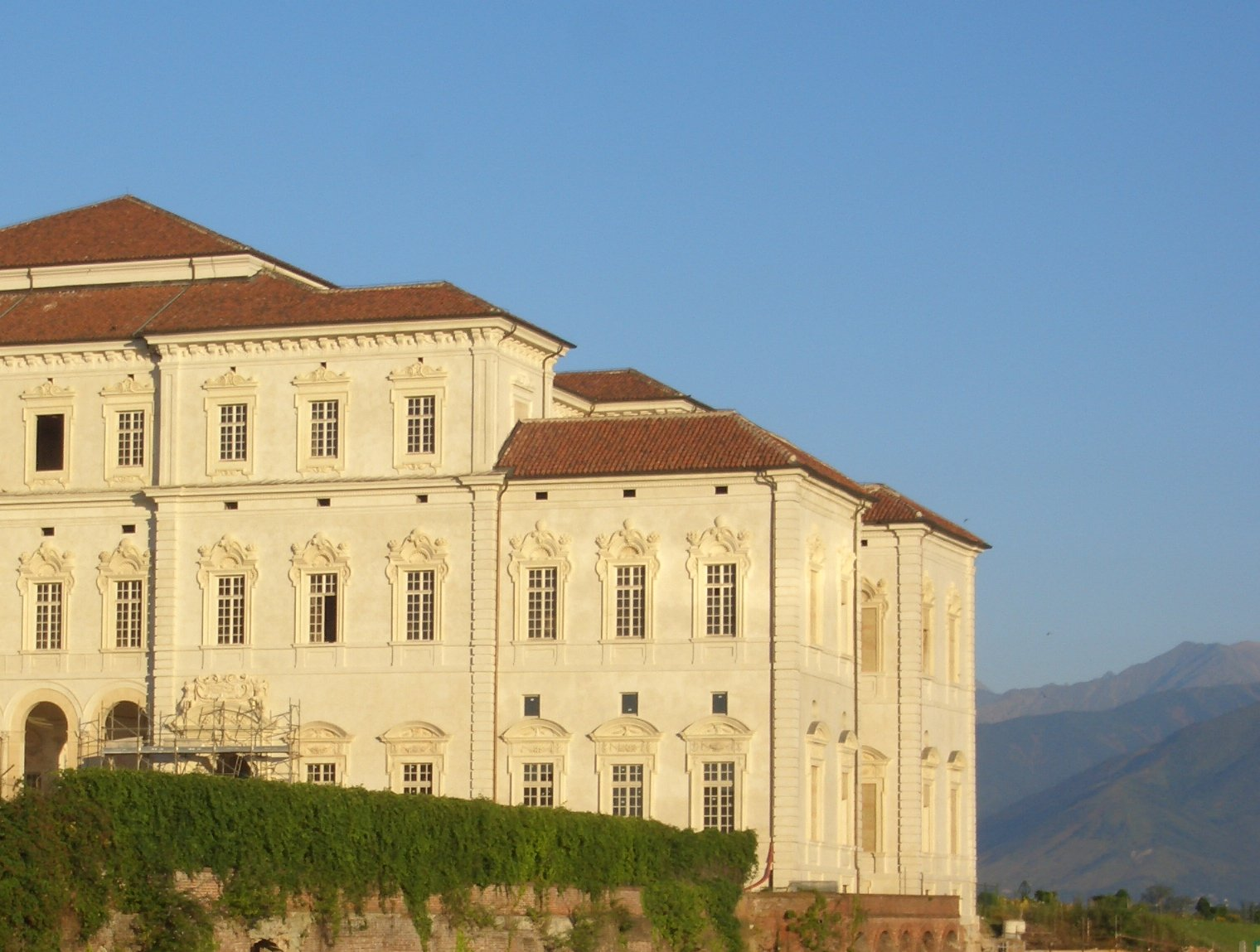
Fachada principal da Reggia di Venaria Reale.

Os trabalhos foram executados a partir de 1658 e confiados aos arquitectos Amedeo di Castellamonte e Michelangelo Garove. A obra prolongou-se no tempo pelo menos até 1675, ano em que o burgo de Venaria (realizado com uma planta susceptível de designar um Colar da Anunciação) e o palácio já tinham uma boa parte completa, em particular a Reggia di Diana, coração da estrutura. De qualquer forma, os trabalhos não pararam por aqui, tendo continuado com o tempo: depois de, em Outubro de 1693, os franceses terem destruído algumas construções, Vítor Amadeu II encomendou uma intervenção posterior ao palácio, o qual foi reestruturado segundo os cânones franceses. 
Mais tarde, durante o Cerco de Turim de 1706, o palácio sofreu novos danos, quando os franceses de Louis d'Aubusson de la Feuillade aqui instalaram residência, danifucando muistas das estruturas destinadas, neste período, aos soldados: Vitor Amadeu II, uma vez que Garove já havia falecido, confiou o projecto de reconstrução a Filippo Juvarra. 
Também durante o domínio napoleónico o palácio real sofreu sérias transformações, em particular os jardins, destruidos para dar lugar a uma praça de armas: de facto, todo o complexo foi transformado em caserna e, com o restauro, manteve-se este novo destino da estrutura. No periodo que medeia entre o final das guerras napoleónicas e o ano de 1978 o palácio esteve confiado ao exército, sendo depois cedido à Superintendência para os trabalhos de restauro, os quais se mantiveram até final de 2007.

## Estrutura do complexo

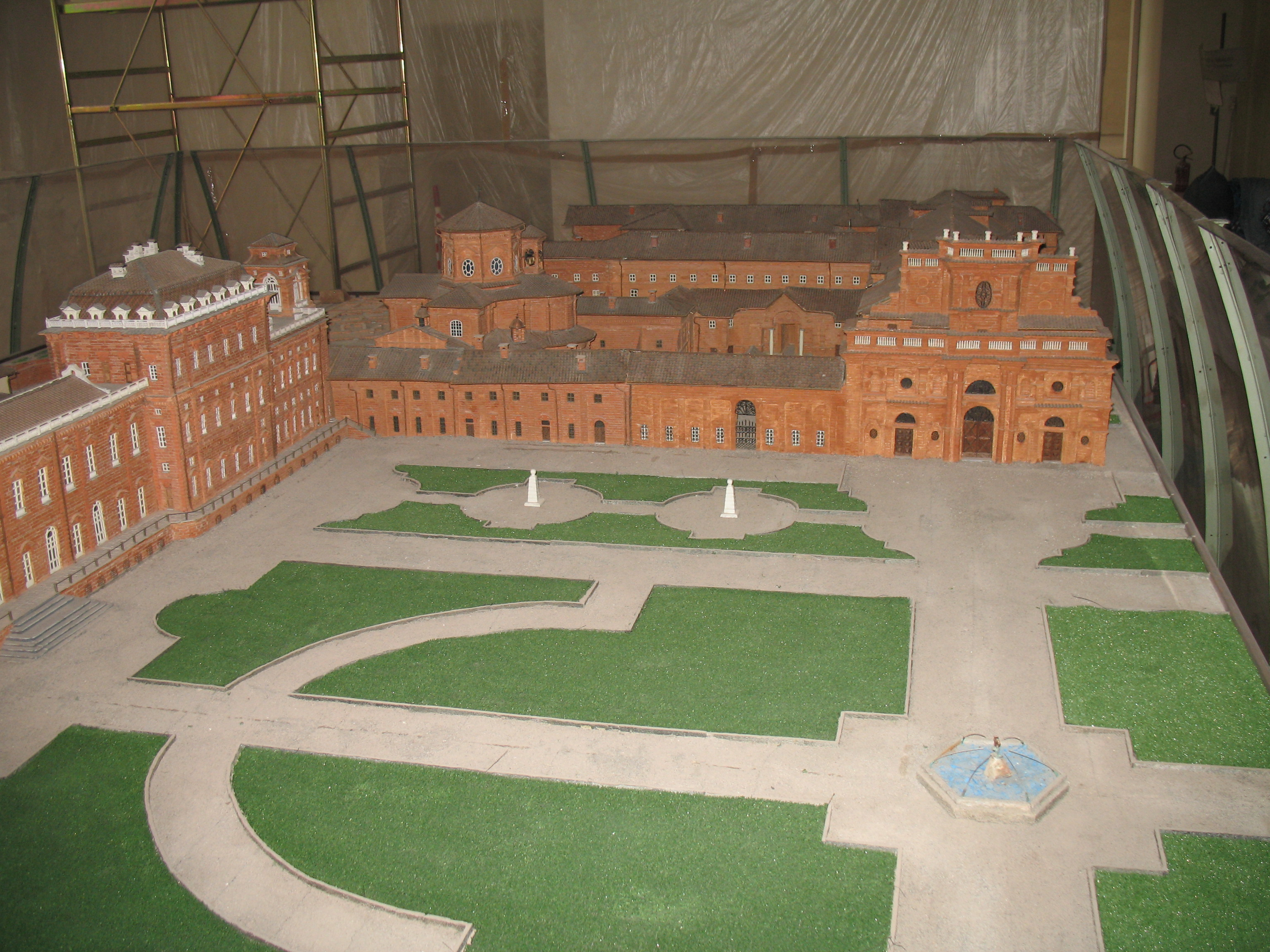
Maquete da Reggia di Venaria Reale.

O complexo é imponente: acedendo pela entrada principal é-se acolhido no pátio de honra, no centro do qual surgia uma fonte chamada do cervo. A fachada principal, em estuque com cornucópias, conchas e frutos, resulta na parte direita como que "marcada" por uma quebra de tijolos à vista que delimita a parte seiscentista da setecentista, posterior à intervenção do primeiro arquitecto da corte, Amedeo di Castellamonte.

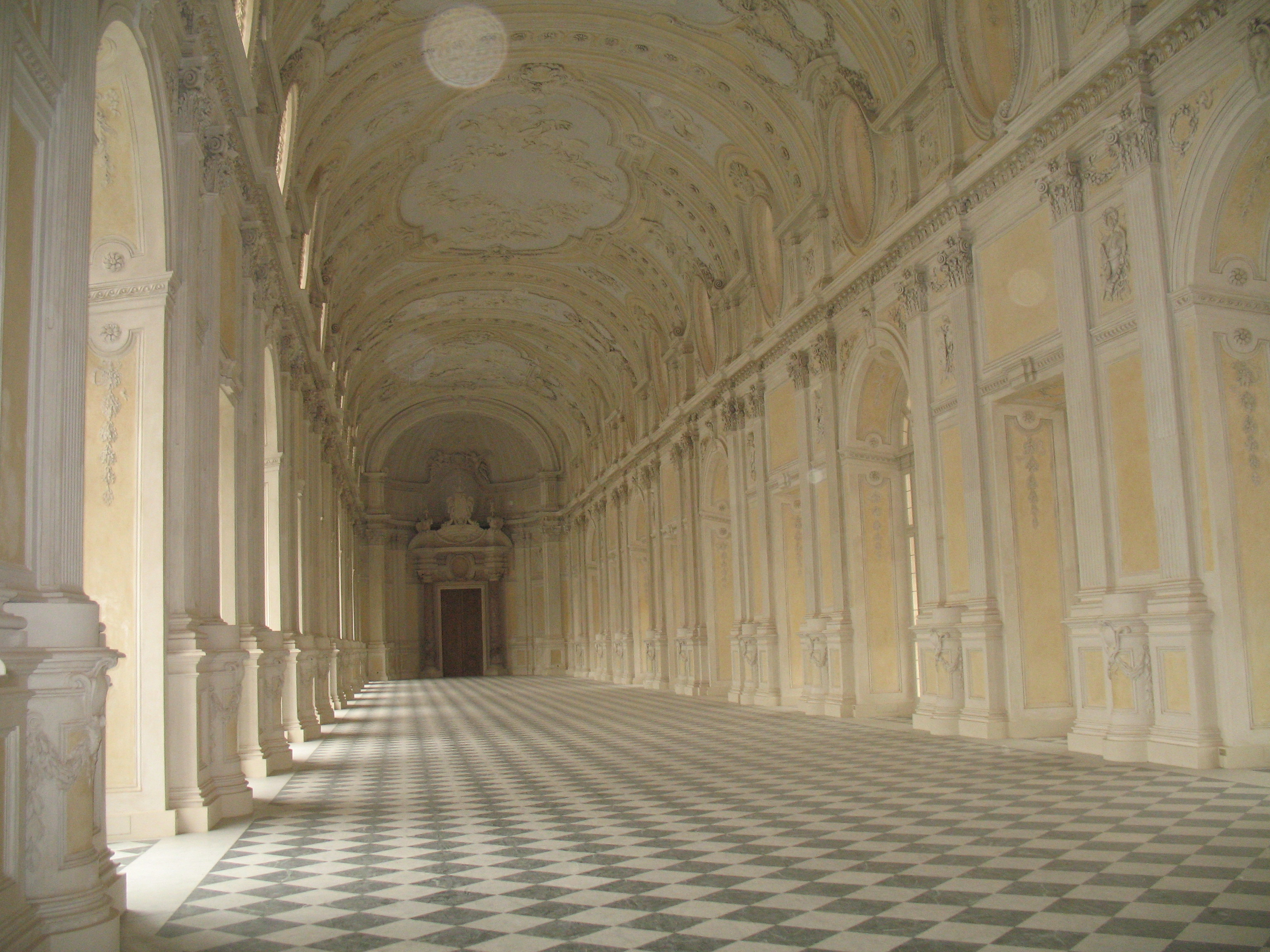
A Galeria Grande (erradamente chamada de Diana).

A parte esquerda do complexo apresenta a intervenção do segundo arquitecto da corte, Michelangelo Garove (1699-1713); em síntese, a realização de dois torreões, com telhados ditos à "Mansart" (mansarda) cobertos de telhas pentagonais multicoloridas em cerâmica, unidos por uma Grande Galeria, erradamente indicada em meados do século XX como sendo de Diana. 
No interior encontram-se estuques, estátuas, pinturas (segundo Castellamonte, mais de quatro mil quadros), obras realizadas por valorosos artistas, entre os quais Vittorio Amedeo Cignaroli, Pietro Domenico Olivero e Bernardino Quadri.
A ilustrar o complexo da Reggia di Venaria Reale, existe un modelo extremamente preciso (em cima) realizado por Carlo Costantini.

### Reconstruções de Filippo Juvarra

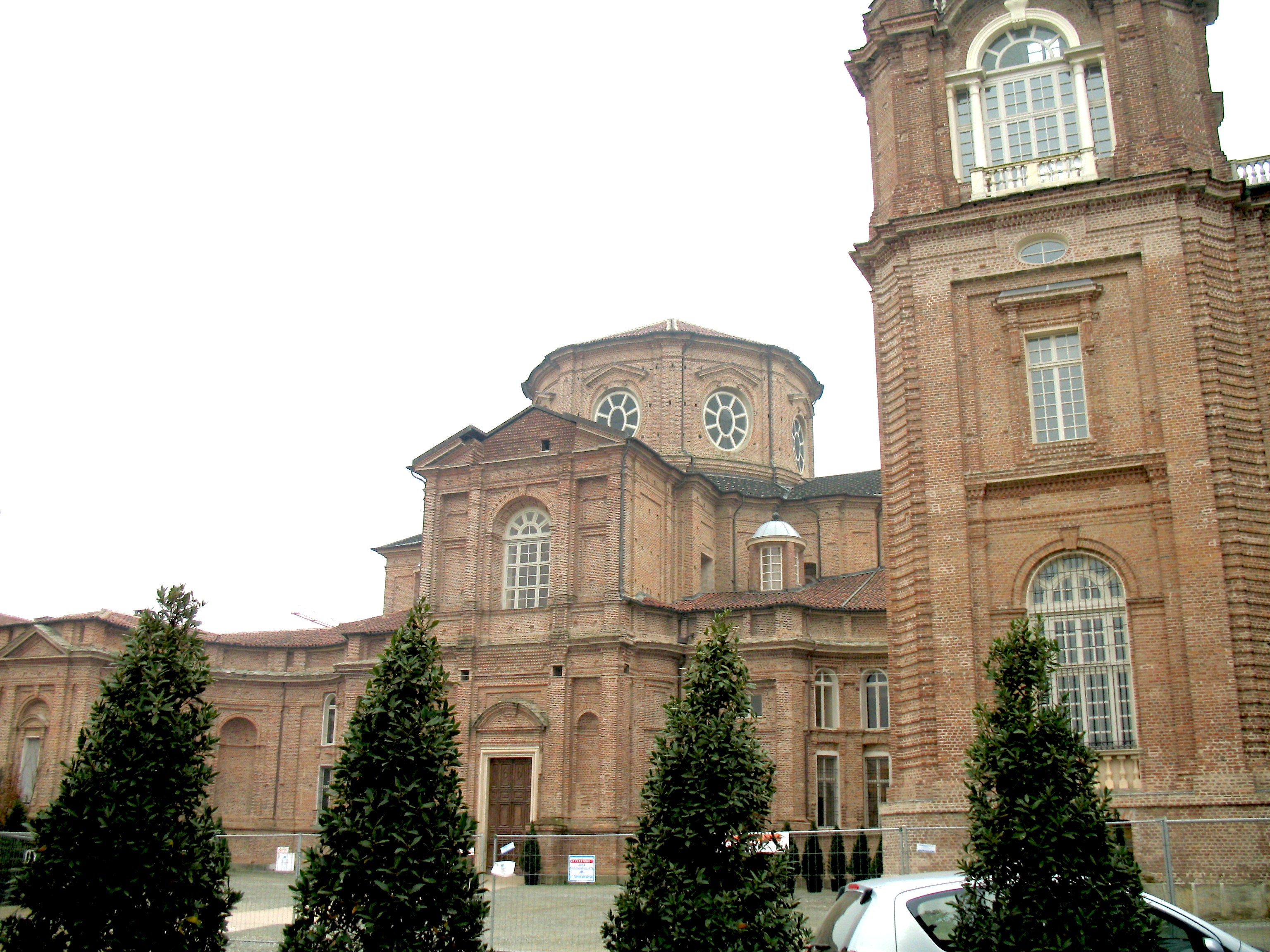
Fachada da Igreja de Santo Humberto.

Depois da morte de Michelangelo Garove, ocorrida em 1713, a reconstrução da Grande Galeria continuou, a partir de 1716, por obra de Filippo Juvarra, paralelamente à construção da Igreja de Santo Humberto (Chiesa di Sant'Uberto), efectuada entre 1716 e 1729. Esta igreja, devotada ao padroeiro da caça, encontra-se encastrada entre os edifícios do palácio, ao ponto de não permitir a construção da cúpula, que foi afrescada como trompe-l'oeil. 
Esta recuperação também incluiu a escudaria e a citroniera, edificadas entre 1722 e 1728, além duma renovação das fachadas em estilo francês.
Os últimos trabalhos foram realizados entre a segunda metade do século XVIII e o início do século XIX (escudaria e picadeiro, escadaria da Reggia di Diana, Galeria de Santo Humberto). 
Depois disso, a Reggia di Venaria Reale foi quase esquecida a favor da Palazzina di caccia di Stupinigi (1729), mais de acordo com os novos gostos das cortes europeias.

### Os jardins

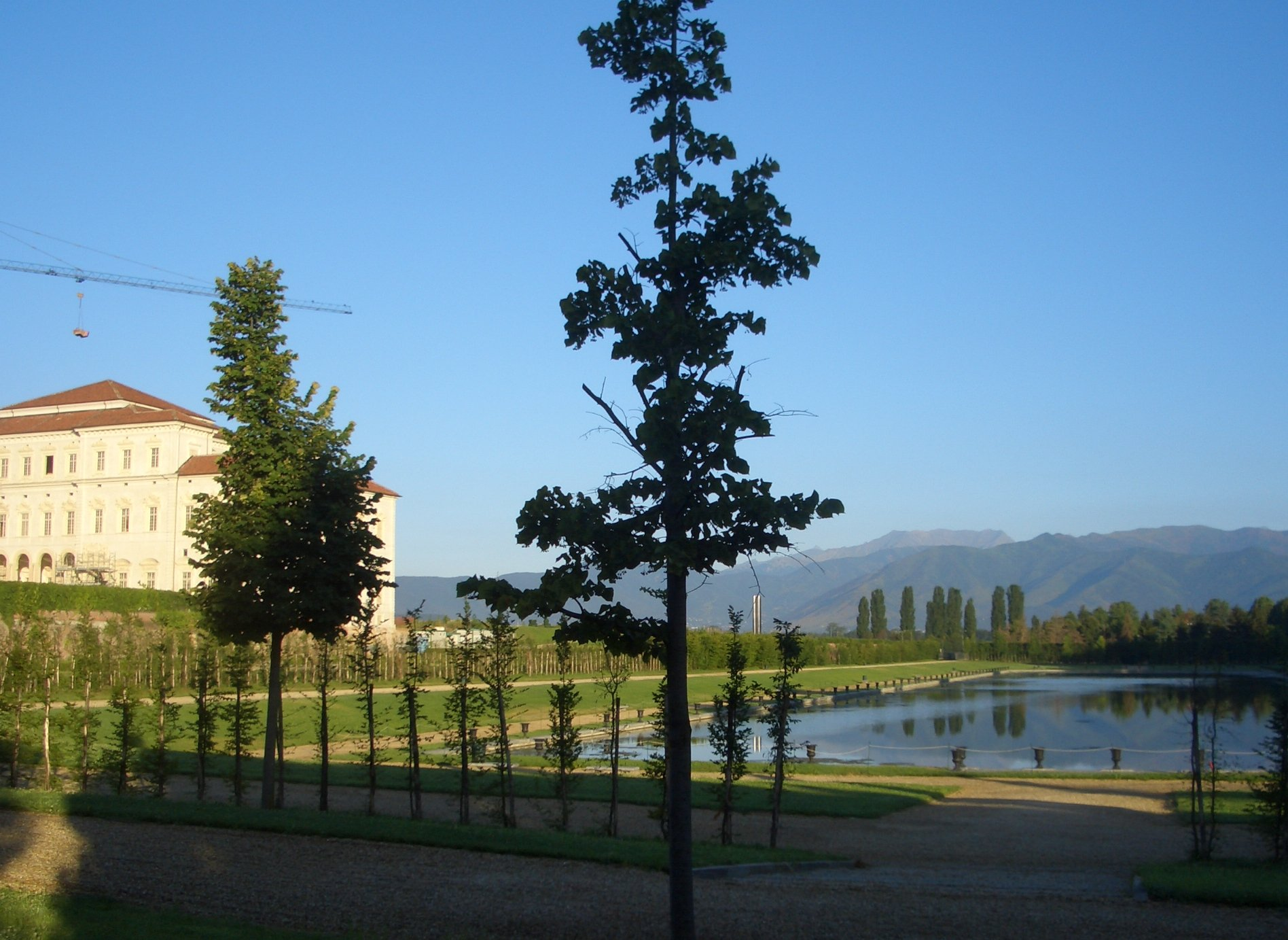
O Parque Baixo.

Os jardins do palácio real estão completamente desaparecidos desde a época em que os franceses de Napoleão os transformaram em praça de armas: um obra extremamente significativa do complexo que se perdeu para sempre. Restaram os desenhos da época, que mostram o esplêndido jardim à italiana dividido em três terraços, ligados entre si por cenográficas escadarias e por elementos arquitectónicos (como a torre do relógio do primeiro pátio), a Fonte de Hércules, o teatro em hemiciclo e os parterres. 
Só recentemente a Reggia di Venaria Reale viu renascer as suas ambientações naturais, isto graças aos trabalhos que se realizaram na estrutura (escuderias, Reggia di Diana, etc). Actualmente, estão à disposição do público os sectores já concluídos, também danificados pelas violentas tempestades de Junho de 2007. 
No Parque Baixo são visíveis algumas obras de Giuseppe Penone, em nítido contraste com a estrutura barroca do complexo: entre estas, o tronco de um cedro, com uma altura de doze metros, do qual saem os fumos da das centrais térmicas do edifício. 
Pouco depois de terminada a reconstrução dos jardins, um tornado destruiu-os, o que atrasou a inauguração alguns dias.

## Galeria de imagens

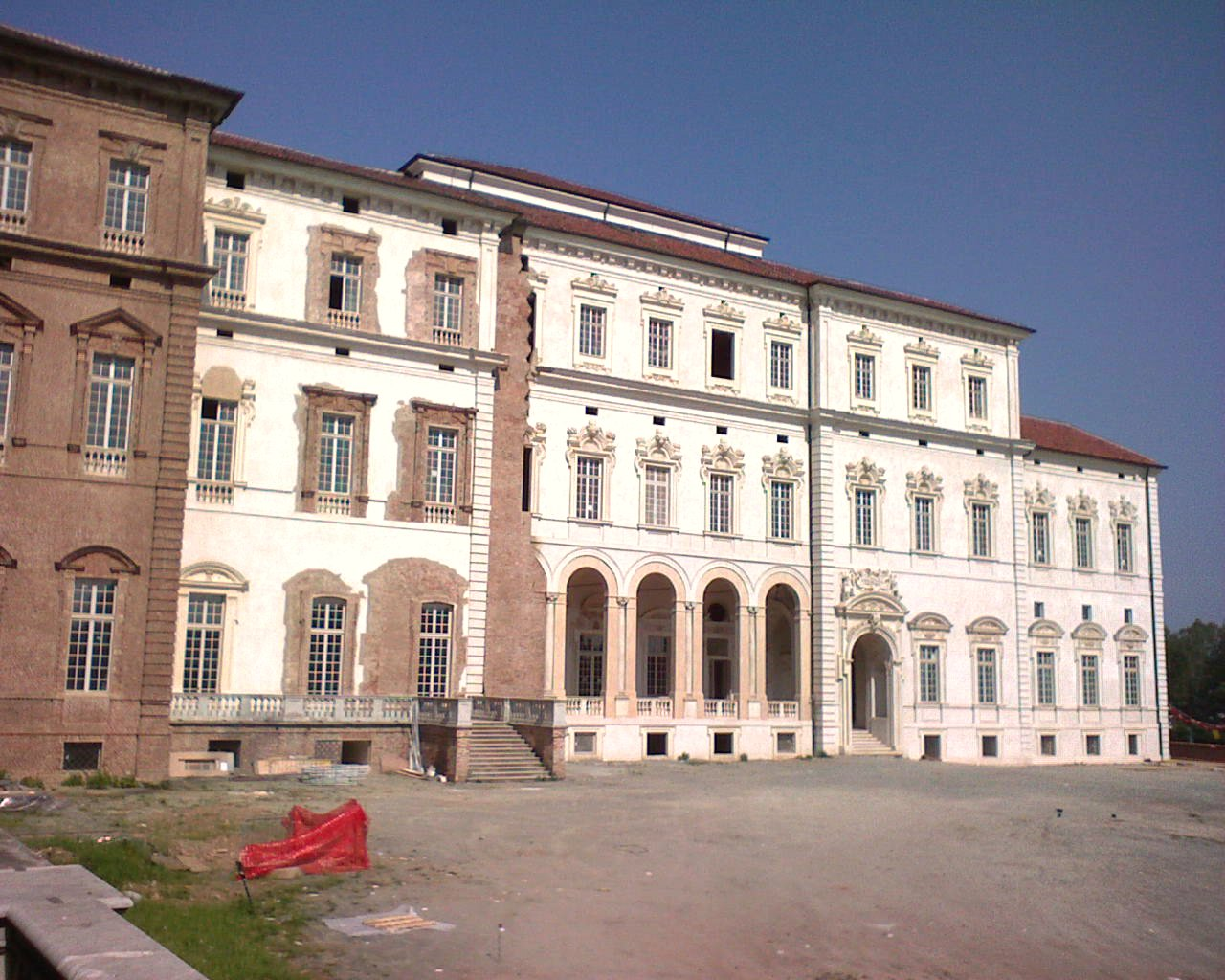
Vista frontal da Reggia di Diana
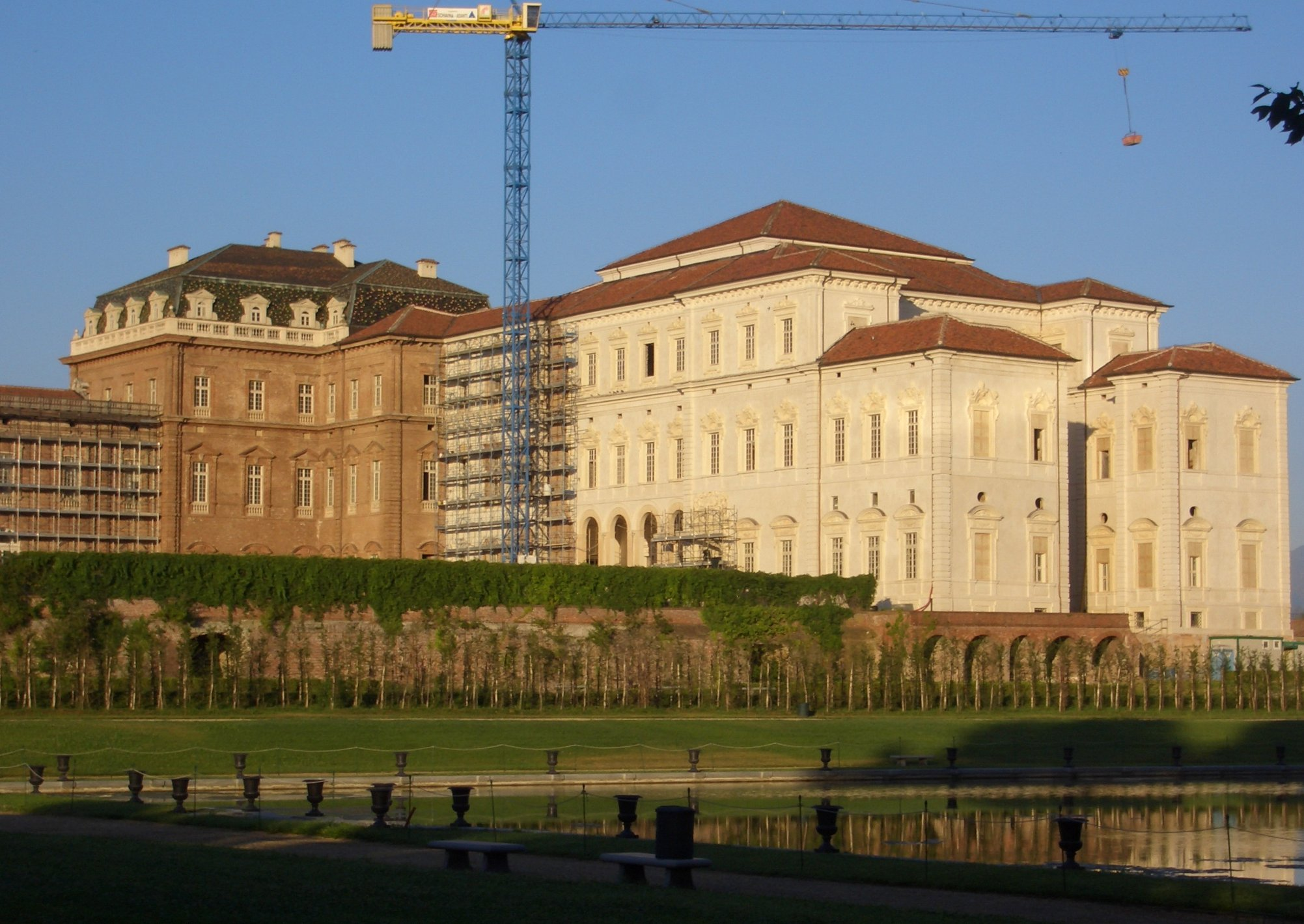
O corpo central do palácio
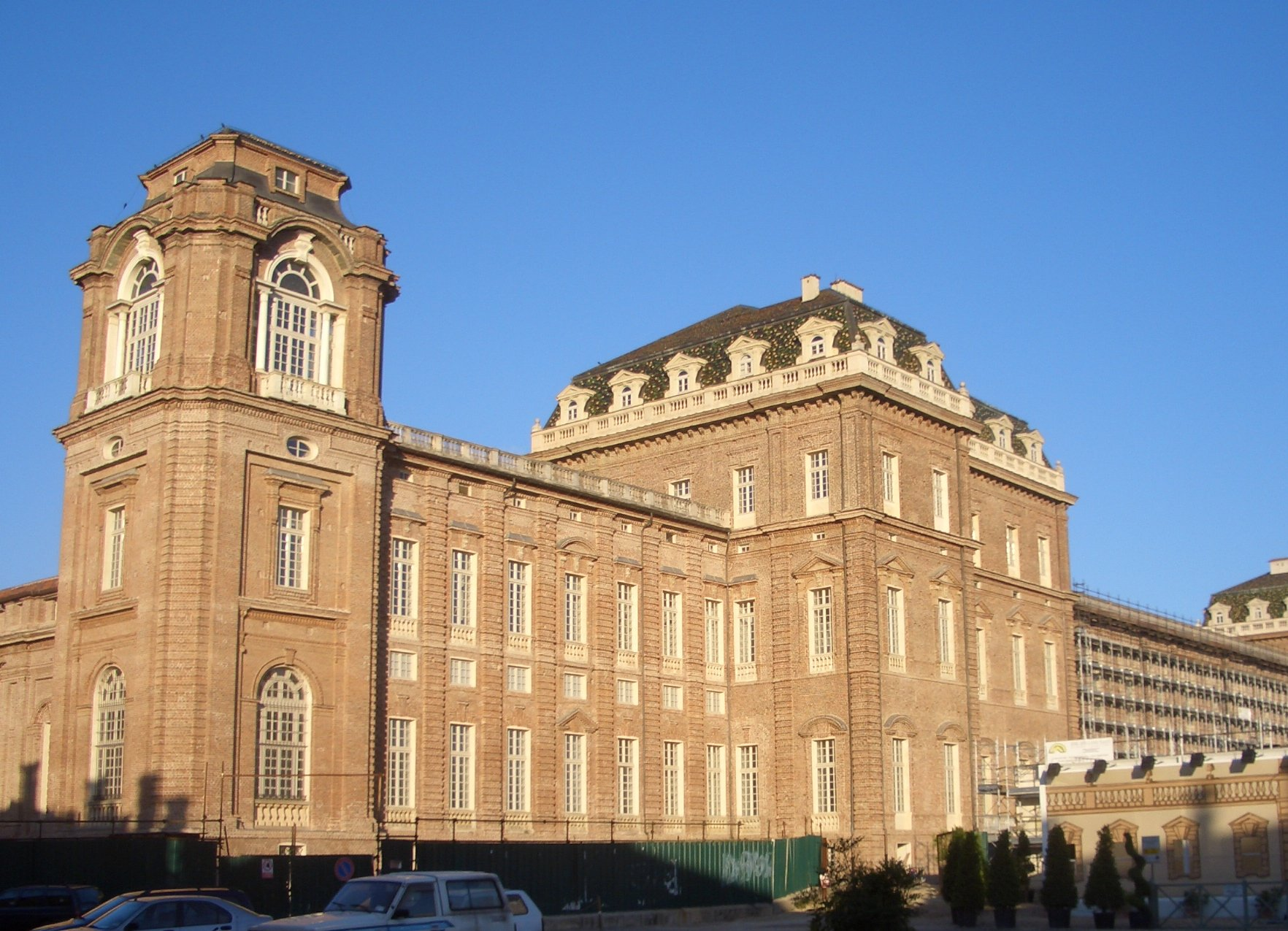
Belvedere e Pavilhão Garove
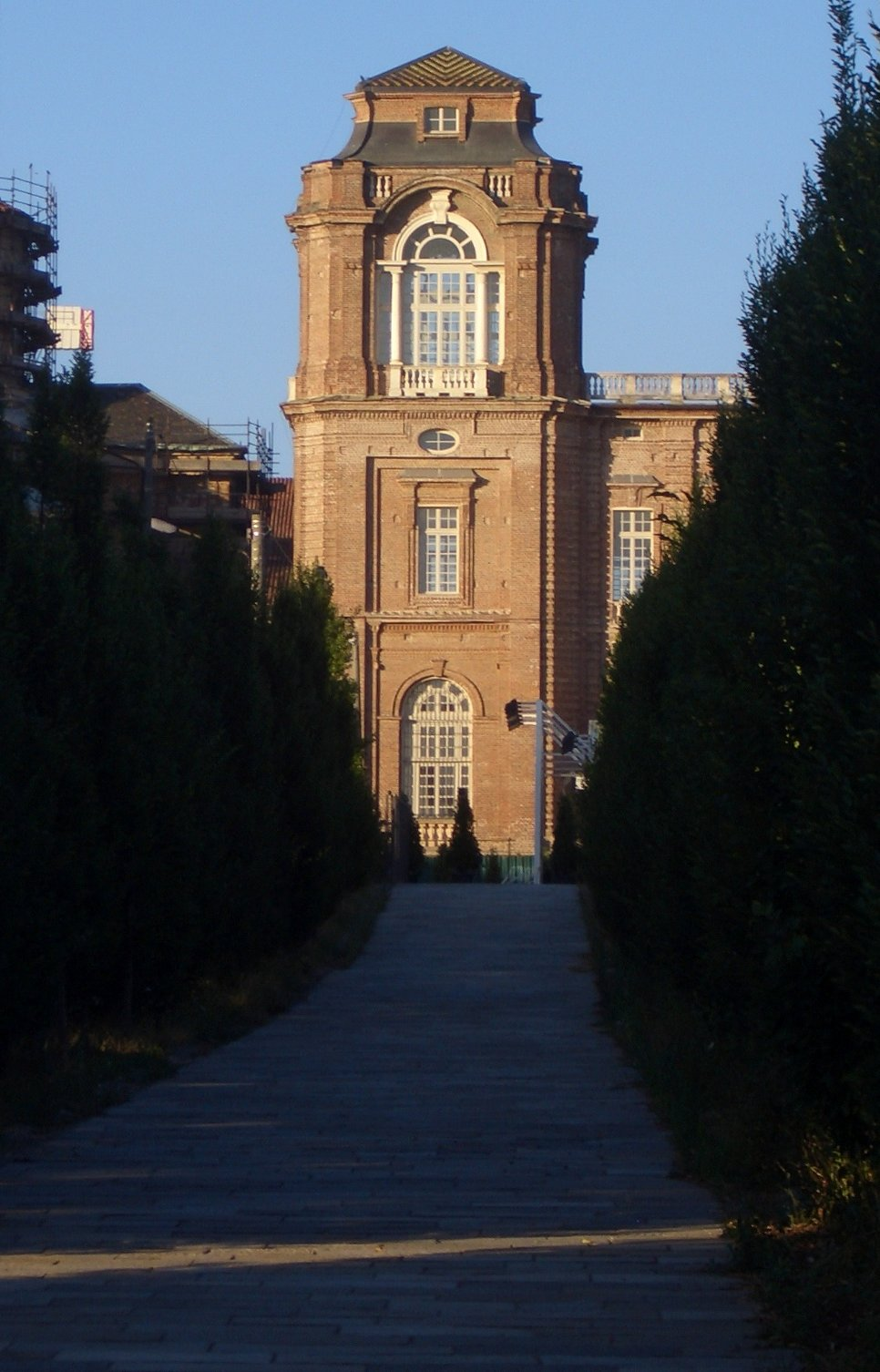
O Belvedere
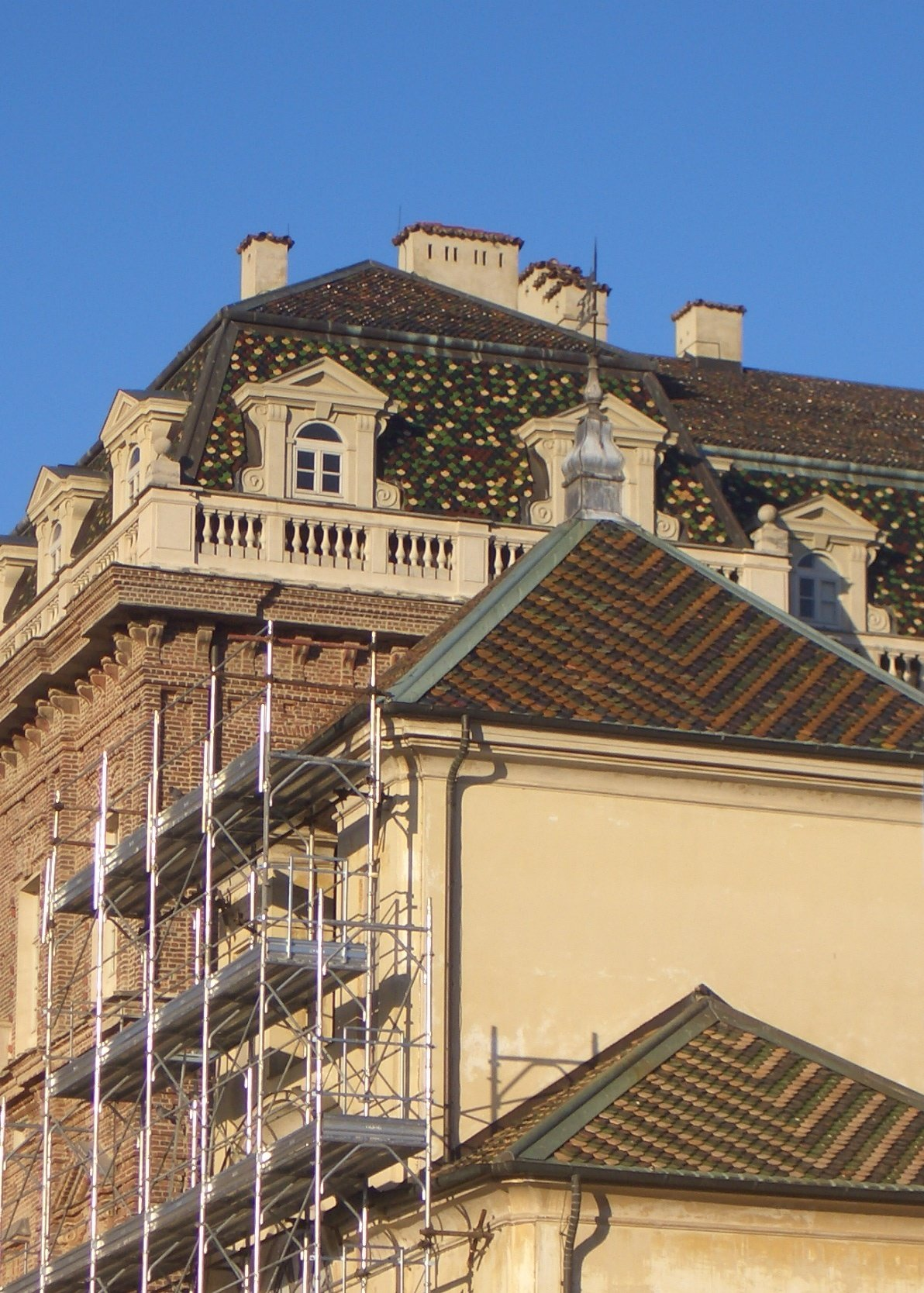
Detalhe dos telhados
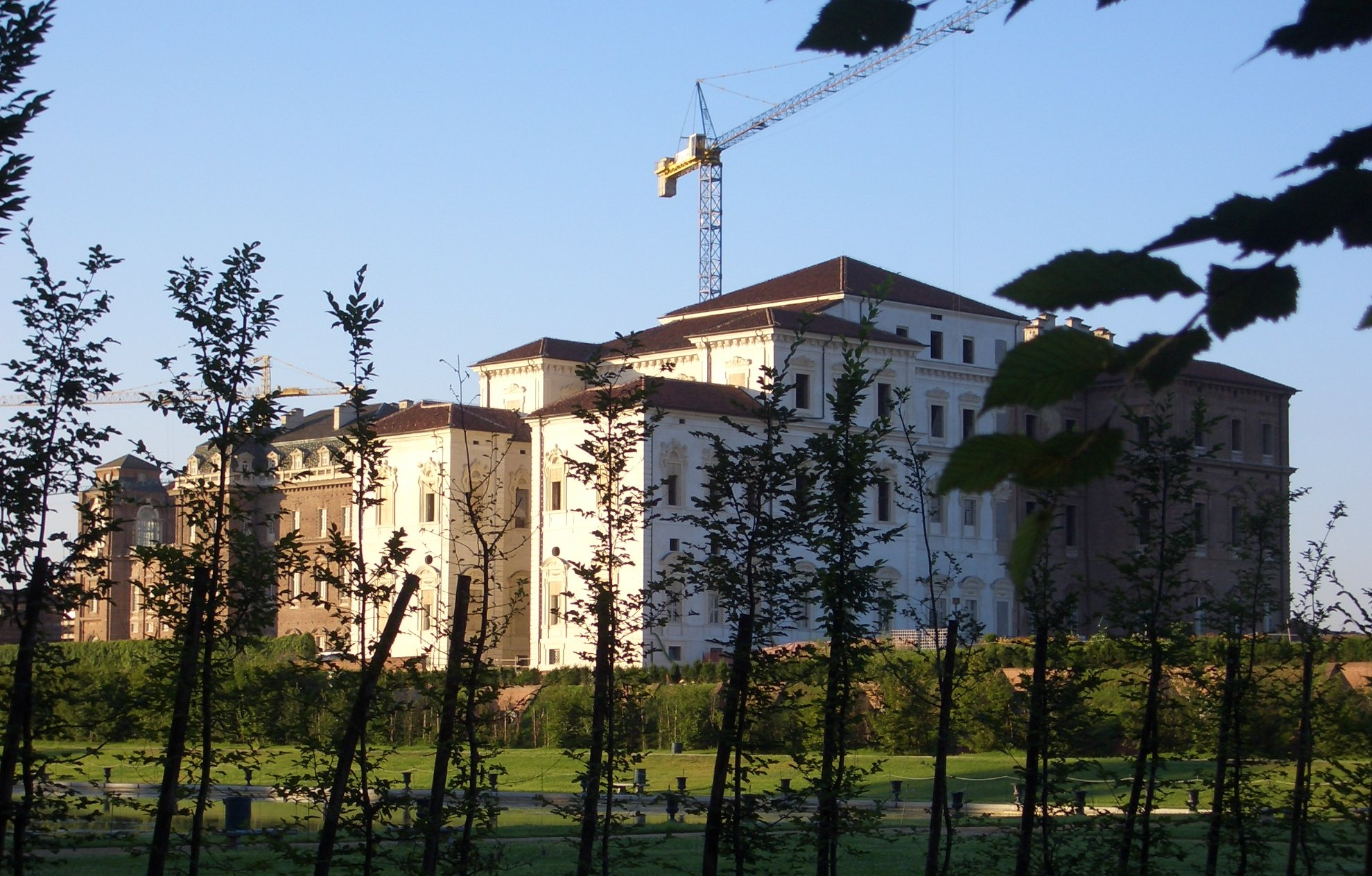
Corpo central visto do Parque Baixo